# Saxum-Nunatak
Der Saxum-Nunatak ist ein 430 m (nach Angaben des UK Antarctic Place-Names Committee 455 m) hoher Nunatak auf der westantarktischen Joinville-Insel. Er ragt 10 km nördlich des Mount Tholus auf der Nordseite der Insel auf. Aus südlicher Blickrichtung wirkt er kuppelförmig, während seine Nordflanke aus einer markanten Felswand besteht.
Der Falkland Islands Dependencies Survey nahm 1954 Vermessungen vor. Der Name leitet sich von lateinisch saxum für Felsen ab.